# Pinanga egregia
Pinanga egregia är en enhjärtbladig växtart som beskrevs av Edwino S. Fernando. Pinanga egregia ingår i släktet Pinanga och familjen Arecaceae.
Artens utbredningsområde är Filippinerna. Inga underarter finns listade i Catalogue of Life.